# Lazníčky
Lazníčky település Csehországban, Přerovi járásban. Lazníčky Výkleky, Veselíčko, Lazníky és Tršice településekkel határos. Lakosainak száma 185 fő (2024. január 1.).

## Népesség
A település lakosságának változását az alábbi diagram mutatja:
| Lakosok száma | 329  | 312  | 306  | 241  | 213  | 192  | 209  | 203  | 185  | 185  |
|               | 1869 | 1900 | 1921 | 1961 | 1980 | 2011 | 2016 | 2019 | 2021 | 2024 |